# Batthyány Ferenc (író)
Batthyány Ferenc (németújvári gróf) (1804. október 3. – Gyimótfalva, 1869. január 19.) író.
Batthyány József Emánuel gróf fia volt. Életében egyetlen munkával jelentkezett, amelyet Bécsben adatott ki:
Tarcsafürdő és környéke. (Bécs, 1864. Magyar és német szöveggel névtelenűl jelent meg.)